# Toussus-le-Noble
Toussus-le-Noble település Franciaországban, Yvelines megyében. Lakosainak száma 1176 fő (2022. január 1.). Toussus-le-Noble Buc, Châteaufort, Jouy-en-Josas, Les Loges-en-Josas, Saclay és Villiers-le-Bâcle községekkel határos.

## Népesség
A település népessége az elmúlt években az alábbi módon változott:
| Lakosok száma | 1151 | 1182 | 1219 | 1170 | 1168 | 1166 | 1164 | 1157 | 1176 |
|               | 2013 | 2015 | 2016 | 2017 | 2018 | 2019 | 2020 | 2021 | 2022 |